# 等额选举
等额选举，或稱同額選舉，指候选人数与应选人数相等的选举。在一些国家，部分或全部采用等额选举作为选举形式。在实行等额选举的时候，投票人的权力仅仅体现在是否决定认可候选人，故相对于差额选举，选举人的权力较小，只有確認候選人的意義。
有台湾研究认为，等额选举在中華人民共和國的人大常委選舉上，是變相的「同額競選」。19個人大副委員長及國家軍委主席，採用等額選舉，這種同額競選方式只要提名就可以當選。

## 中華民國的等額選舉
在中華民國國民大會時期，中華民國由1960年至1990年的中華民國總統選舉，執政黨中國國民黨只提名一位總統候選人，蔣中正（自1960年起）、蔣經國和李登輝第一個任期的總統選舉均為等額選舉。

## 中华人民共和国的等额选举

### 历史
1953年2月，《中华人民共和国全国人民代表大会及地方各级人民代表大会选举法》颁布。虽然该法对于等额选举原则虽未明文规定，但同年4月3日公布的《中央选举委员会关于基层选举工作的指示》指出“选举委员会提到选举大会上的代表候选人的名额，一般应与当选代表人数相等，即这个选举区域应选几个代表，就提出几个代表候选人”。
虽然在1979年颁布了《中华人民共和国地方各级人民代表大会和地方各级人民政府组织法》，其第十六条规定所有地方各级政府的正职领导人都应该进行差额选举，然而时至今日，在选举实践中，差额选举仅在最基层和选举代表、委员中实行，各级政府领导人仍是等额选举，企事业单位还是任命制。
过去，中国共产党党内选举一般采用等额选举。1980年，中国共产党第十一届五中全会通过《关于党内政治生活的若干准则》，规定了除党员数量少的单位实行等额选举外，党内选举一般采用差额选举办法产生候选人作为预选，然后进行正式选举，或者进行差额选举。然而在实践过程中，党内选举差额选举的范围小、层次低，差额幅度小，选举的竞争性不强。
中華人民共和國选举制度中目前為差额选举与等额选举并存。在中華人民共和國的語境下，朝向民主政治的差额选举趋势，企圖推進差额选举的科学化规范化制度化，而目前在党内选举中规范差额提名、差额选举來体现选举人意志是官方發展方向。
在中共以黨領政的政治思想下，差額制度被視爲選舉史的重要里程碑，是跳出同額競選框框的必要。

### 等额选举的方式
等额选举在实际被使用中，有两种不同的方式：
1. 一次性等额选举。即不经过预选，直接向会议提出与应选人数相等的候选人，供选举人在会议选举中对其作出选择。
2. 经过预选的等额选举。为了保证选举一次成功，在会议正式选举之前，通常在一定范围内安排一次预选，预选采用差额选举的形式。经过预选之后，根据预选的结果确定出与应选名额相等的正式候选人，以提交大会进行正式选举。[10]

### 实行等额选举的投票
在中华人民共和国，目前实行等额选举的，主要有中国共产党中央委员会总书记、中国共产党中央政治局委员，中央政治局常务委员会委员，中国共产党中央纪律检查委员会书记、副书记；中国共产党的地方各级委员会和纪律检查委员会书记、副书记；全国人民代表大会常务委员会委员长、副委员长、秘书长，中华人民共和国主席、副主席，中华人民共和国中央军事委员会主席，中华人民共和国最高人民法院院长，中华人民共和国最高人民检察院检察长等。此外，在实践过程中，党的基层组织的书记、副书记，地方人大选举本级行政首长等正职领导人时也一般实行等额选举。

### 评价
邹学平等人认为“等额选举”虽然在中华人民共和国的民主和法制建设中起过积极的作用，但差额选举有更大的不可替代的优越性。等额选举易流于形式，降低或挫伤选民或代表参政的热情，削弱了公仆意识，滋长当选者只对上级负责的不正常心理。 
唐晓阳等人認爲“等额选举”这一词中“等额”与“选举”是互相矛盾的概念，要“选举”就不能“等额”，要“等额”就不是“选举”。
袁刚等人認爲等额选举从法理上解决了权力的合法性问题，有利于中国共产党对中华人民共和国政治生活的全局性控制；另有人認爲，因为不存在备选方案，等额选举不存在优胜劣汰；等额选举的过程中，起决定作用的通常是领导者的个人意愿，选民没有任何选择余地，选民的参与对选举结果几乎没有影响。

## 其他國家
在越南、古巴等社會主義國家，現皆實行等額選舉，但不同於中國的是，越南國會及古巴國會的議員或代表均是由直接的等额選舉產生，中國的全國人民代表大會代表則是間接選舉。